# Wyrok Piłata

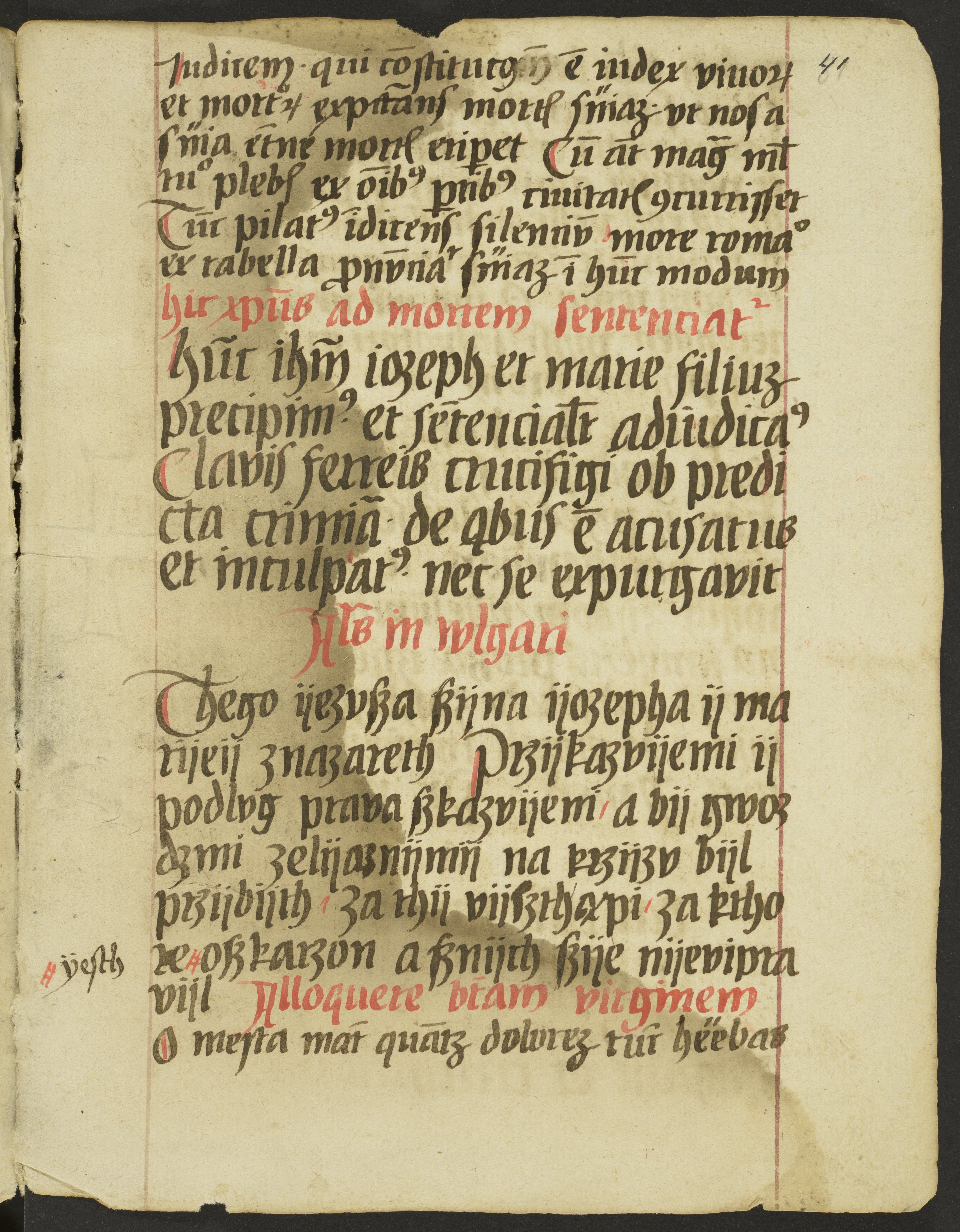
Fragment oryginalnego zapisu utworu

Wyrok Piłata – krótki tekst apokryficzny w języku polskim z przełomu XV i XVI wieku.
Tekst zawiera rzekomo wyrok wydany przez Poncjusza Piłata na Jezusa Chrystusa. Zanotowany został przez anonimowego kopistę pod koniec XV lub na początku XVI w., prawdopodobnie w środowisku bernardyńskim. Na rękopis składa się łaciński apokryf pt. Passio Domini nostri Jesu Christi per figuras et prophecias, w którym umieszczono dziewięć modlitw pasyjnych w języku polskim. Manuskrypt przechowywany jest w Bibliotece Narodowej w Warszawie (sygn. Rps 8025 II). Tekst utworu znajduje się na karcie 41.